# Kanton Moisdon-la-Rivière
Moisdon-la-Rivière is een voormalig kanton van het Franse departement Loire-Atlantique. Het kanton maakte deel uit van het arrondissement Châteaubriant. Het werd opgeheven bij decreet van 25 februari 2014 met uitwerking op 22 maart 2015.

## Gemeenten
Het kanton Moisdon-la-Rivière omvatte de volgende gemeenten:
- Grand-Auverné
- Issé
- Louisfert
- La Meilleraye-de-Bretagne
- Moisdon-la-Rivière (hoofdplaats)